# Landestheater Niederbayern

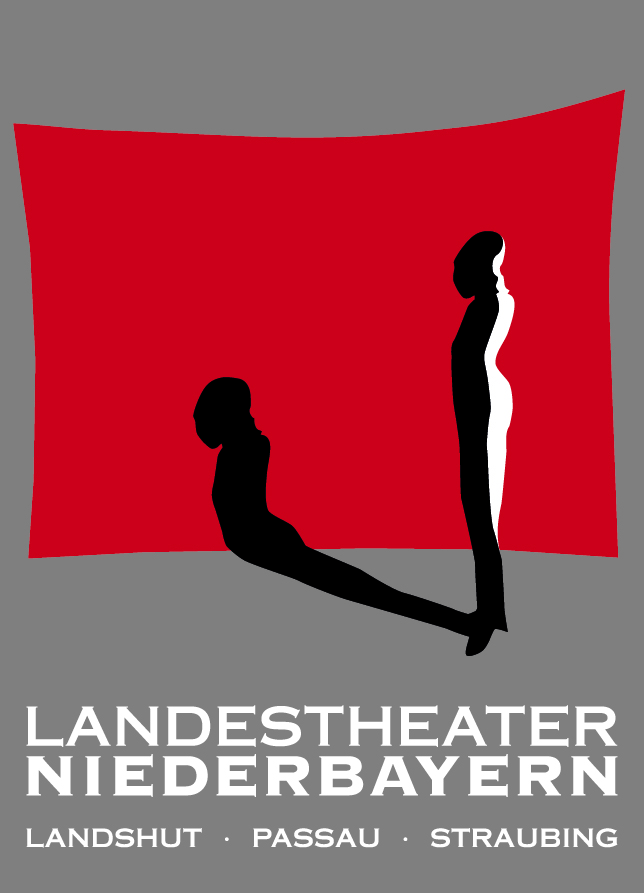
Logo

Das Landestheater Niederbayern, gegründet 1952, ist ein Zwei-Sparten-Theater (Musiktheater und Schauspiel) in der Region Niederbayern unter dem Intendanten Stefan Tilch. Derzeit werden die Stadttheater Landshut und Passau, das Theater am Hagen in Straubing sowie weitere Abstecher-Spielorte im Bezirk Niederbayern bespielt. Das Orchester des Landestheaters ist die Niederbayerische Philharmonie.

## Geschichte
Das Landestheater Niederbayern wurde 1952 unter dem Namen „Zweckverband Niederbayerisches Städtebundtheater“ gegründet. Kurz nach Ende des Zweiten Weltkriegs hatten die Theater in Landshut, Passau und Straubing bereits unabhängig voneinander den Spielbetrieb aufgenommen. Infolge der Währungsreform führten finanzielle Schwierigkeiten 1950 jedoch zur Schließung der drei Häuser. Im Februar 1952 wurde die Arbeit im Rahmen des Niederbayerischen Städtebundtheaters – damals noch ein loser Verbund – wieder aufgenommen. Der erste Spielplan umfasste fünf Sprechtheater, sechs Opern und zwei Operetten. Da das Theater im ersten Jahr noch nicht über ein eigenes Ensemble verfügte, wurden die ersten Produktionen ausschließlich mit Gästen besetzt. Bereits im Gründungsjahr wurde die heutige funktionale Aufteilung etabliert, wonach die Schauspielabteilung ihren Sitz in Landshut hat und die musikalische Abteilung in Passau beheimatet ist.
Am 5. Oktober 1952 wurde der „Zweckverband Niederbayerisches Städtebundtheater“ konstituiert, erster Intendant war Erik Wildhagen. Da auch Orte im Bezirk Oberbayern bespielt wurden, benannte sich die Körperschaft des öffentlichen Rechts 1953 in „Südostbayerisches Städtetheater“ um, der Name, den das Theater für die nächste 55 Jahre tragen sollte. 1964 trat der Bezirk Niederbayern dem Zweckverband bei. Aus finanziellen Gründen sollte der Zweckverband 1968/69 auf Vorschlag des Bayerischen Obersten Rechnungshofes aufgelöst werden, was allerdings von den Mitgliedern abgelehnt wurde. Weil im Laufe der Jahre die Zahl der nicht-niederbayerischen Spielorte stetig abnahm, beschloss der Zweckverband 2008 die Umbenennung in „Landestheater Niederbayern“. Das Theater beschäftigt durchschnittlich 240 Mitarbeitende, darunter 14 Sänger, 19 Schauspieler und 42 Orchestermusiker. Die beiden Abteilungen in Landshut und Passau haben jeweils voneinander unabhängige eigene Werkstätten, Schneidereien, Technik- und Verwaltungsteams.

## Programm
Das Landestheater Niederbayern erfährt wegen seines oft sehr ambitionierten Spielplanes überregionale Aufmerksamkeit – regelmäßig finden sich darin Werke, die man zu Recht als absolute Raritäten bezeichnen darf.
Der Spielplan umfasst Opern- und Singspielproduktionen, Musicalproduktionen, Schauspielproduktionen, zu denen auch Studioproduktionen gehören, sowie Kinder- und Jugendtheaterproduktionen. Auch Uraufführungen sind immer wieder Teil des Programms. Daneben spielt die Niederbayerische Philharmonie – das Orchester des Landestheaters Niederbayern – Sinfoniekonzerte, eine Faschings- und eine Neujahrsgala sowie Kammerkonzerte. Darüber hinaus finden immer wieder Lesungen, Gastspiele und Benefizveranstaltungen statt.
Das Landestheater Niederbayern bietet auch eine Mediathek, in der Interviews mit Regisseuren und Dirigenten, Programmhefte und Trailer zu aktuellen Produktionen kostenfrei zu finden sind. Des Weiteren produziert das Landestheater Niederbayern Podcasts, die ebenfalls in der Mediathek sowie auf verschiedenen Podcast-Plattformen abrufbar sind. Seit Januar 2021 gibt es beispielsweise den Podcast "ESPRESSIVO – Hinter den Kulissen mit Thomas Ecker", bei dem jeweils am zweiten Freitag des Monats Mitarbeitende des Landestheaters Niederbayern interviewt werden.

### Burgenfestspiele Niederbayern
Seit Sommer 2009 gehören die Burgenfestspiele Niederbayern fest zum Programm des Landestheaters Niederbayern – für das Freilicht-Festival verlässt das Theater seine gewohnten Spielstätten und bespielt den Prantlgarten vor dem Skulpturenmuseum in Landshut und die Veste Oberhaus in Passau. Hier werden jedes Jahr spannende Sommertheaterabende vor eindrucksvoller Kulisse geboten.
Auf dem Programm stehen in jeder Spielzeit eine Opernproduktion, eine Schauspielproduktion und das traditionelle Sinfoniekonzert der Niederbayerischen Philharmonie. Für all jene, die das komplette Programm der Burgenfestspiele in Landshut genießen wollen, gibt es das "Burgenfestspiel-Abo", das jeweils einen Gutschein für alle drei Programmpunkte enthält.

## Uraufführungen

### April – die Geschichte einer Liebe
In der Spielzeit 2023/2024 feierte die Oper nach der Novelle von Joseph Roth von Peter WesenAuer und Stefan Tilch am Landestheater Niederbayern Uraufführung. Rund 100 Jahre nach dem Erscheinen von April überführen Stefan Tilch und Peter WesenAuer den poetischen Geist der Novelle in eine musiktheatralische Form mit Gesang und Tanz. Beide setzen damit ihre in der Bühnenadaption Hiob (2014) begonnene Auseinandersetzung mit dem Œuvre Roths fort. Der österreichische Komponist und Dirigent Peter WesenAuer studierte bei Boguslav Schäffer, Ennio Morricone und Michael Gielen; er gewann verschiedene erste Preise bei Kompositionswettbewerben und hat bereits zu zahlreichen Theaterproduktionen am Landestheater Niederbayern die Bühnenmusiken komponiert. Mit April tritt er hier nun erstmals auch als Opernkomponist in Erscheinung.
Der österreichische Schriftsteller Joseph Roth gehört zu den wichtigsten deutschsprachigen Erzählern der ersten Jahrhunderthälfte; berühmt wurde er mit seinen Romanen Hiob und Radetzkymarsch, in denen er die untergehenden Welten des Ostjudentums und der Habsburger Monarchie schilderte. Geboren 1894 in Brody, einer Stadt am äußersten Rande des Habsburgerreiches in der heutigen Ukraine gelegen, führte ihn sein Weg als Schriftsteller und Journalist über Lwiw, Wien und Berlin nach Paris, wo er 1939 starb. In der Novelle April (1925) lässt Joseph Roth in einer kleinen Stadt eine ganze Welt lebendig werden, bevölkert von verlorenen Gestalten wie Anna, der Mutter eines unehelichen Kindes, dem Kellner Ignaz, dem Postdirektor oder dem Eisenbahnassistenten. Der Erzähler ist ein Flaneur auf der Durchreise; er trägt eine unstillbare Sehnsucht im Herzen.
Zum Inhalt der Oper: Die Wetterlage ist wechselhaft. Prasselnder Regen, pfeifender Wind und strahlender Sonnenschein wechseln einander ab. Mittendrin „Ich“, der Erzähler, der eines Tages in das kleine Städtchen kommt. Er verliebt sich in ein schönes unbekanntes Mädchen, das am Fenster sitzt und in den Himmel schaut. Als er erfährt, dass das Mädchen schwindsüchtig ist und bald sterben wird, beschließt er, die Stadt zu verlassen und nach New York zu gehen.

### Sahneschnitte
Die Komödie von Stefan Tilch wurde in der Spielzeit 2023/2024 am Landestheater Niederbayern uraufgeführt und in der darauffolgenden Spielzeit wieder in das Programm aufgenommen. Stefan Tilch über die Entstehung von Sahneschnitte: „Der Schauspieler Dieter Fischer und ich saßen letztes Jahr bei einem längeren Bierabend ohne Bier. In unserer branchenüblichen Larmoyanz jammerten wir weite Teile des Abends darüber, dass man so vieles 'heute nicht mehr so sagen dürfe'. Dazwischen erwähnte Dieter seinen Wunsch, mal etwas 'im Stile der Sonny Boys' zu spielen. Mir fielen beide Themenkreise sofort zusammen und ich roch eine moderne Sonny-Boys-Variante, die sich auch damit auseinandersetzt, dass zwanzig Jahre alte Programmideen heute eben nicht mehr eins zu eins so umgesetzt werden können. 'Schreib ich dir!', sagte ich.“ Hier ist es.
Zum Inhalt des Stückes: Fast 20 Jahre haben sie nicht zusammen gearbeitet. Damals waren Michael und Johannes alias „Mike und Joe“ als das Kabarett- und Kleinkunstduo „Die Hinterbänkelsänger“ recht erfolgreich und hätten vielleicht auch den großen Durchbruch erzielen können. Joe aber trennte sich von seinem Partner, um Karriere als TV-Serienkommissar zu machen. Mike dagegen blieb seiner Kunstform treu und kämpfte weiter um seine künstlerische Unabhängigkeit. Nun treffen sie sich endlich wieder, um an Programmideen für ein Comeback zu arbeiten. Das erweist sich als gar nicht so einfach. Einerseits ist viel Zeit vergangen: Irritiert müssen sie feststellen, dass man viele ihrer früheren Sketche und Themen so heute „einfach nicht mehr machen kann“. Was sie auch in die Hand nehmen, es scheint nun aus vielen guten Gründen unmöglich. Andererseits aber ist wohl auch zu wenig Zeit vergangen: Alte gegenseitige Verletzungen erwachen zu neuem Leben und führen zu furiosen Streitduellen. Eine Komödie über Toleranz und Rücksicht, sowie über die Verheerungen des endlosen Beleidigt-Seins...
Als Gastschauspieler kehrte für diese Produktion Rosenheim-Cop Stadler alias Dieter Fischer ans Landestheater Niederbayern zurück. Er spielt den „Hinterbänkelsänger“, der von dem anderen für die TV-Kommissarkarriere verlassen wurde!

### Täbriz – nur in gute Hände
In der kommenden Spielzeit 2024/2025 wird die Studio-Schauspiel-Produktion von Paula-Maria Kirschner am Landestheater Niederbayern uraufgeführt. Die Schauspielerin Paula-Maria Kirschner zählt seit über 35 Jahren zum Ensemble des Landestheaters Niederbayern. Hier spielte sie wichtige Rollen in allen Genres, die das Theater zu bieten hat. So war sie als Marie im Woyzeck, als Adrian in der Sommernachtssexkomödie, als Marthe Rull im Zerbrochnen Krug oder als Martha Brewster in Arsen und Spitzenhäubchen zu erleben – um nur einige wenige zu nennen. Darüber hinaus schrieb sie mit Rumpelstilzchen und Dornröschen Stücke nach den Grimm'schen Märchen für ihr eigenes Puppentheater. Mit Täbriz – Nur in gute Hände legt sie ihr erstes abendfüllendes Schauspiel vor.
Täbriz (auch Täbris oder Tabris) ist mit über 1,5 Millionen Einwohnern das kulturelle Herz des iranischen Aserbaidschan. Die Stadt liegt im Nordwesten des Iran unweit der türkischen Grenze und damit auf der Route der legendären Seidenstraße. Täbriz galt einst als das Tor zum Orient. Hier wurden und werden bis heute die gleichnamigen Teppiche in großen Webereien handgeknüpft. Ein Täbriz-Teppich verfügt über eine sehr hohe Knotendichte und damit über eine außergewöhnlich feine Musterung.
Zum Inhalt des Stückes: „Täbriz, sehr gepflegt, nur in gute Hände abzugeben, desgleichen Porzellan, Lüster, Wasserpfeife, Hüte aus Haushaltsauflösung… 17 33 4“ – so lautet die Anzeige in einer Zeitung, die eine ältere Dame, Berta Hochwegen, aufgegeben hat. Die Resonanz darauf ist überwältigend: Während ein Herr meint, er könnte einen Hund erwerben, meint ein junger Student, „wo entrümpelt wird, wird Platz frei“ und hofft auf eine Wohnung. Außerdem lockt der wertvolle Teppich Betrüger an. Berta erzählt nach und nach den verschiedenen Anrufern ihr ganzes Leben, bis sie eines Tages feststellen muss, dass sie jedes Mal mit ein und demselben Mann gesprochen hat. Doch Berta lässt sich nicht einschüchtern und bläst zum Gegenangriff.

### Die kleine Meerjungfrau
Die Uraufführung des Schauspiels für Kinder nach Hans Christian Andersen findet in der Spielzeit 2024/2025 am Landestheater Niederbayern statt.
Zum Inhalt des Stückes: Die kleine Meerjungfrau sehnt sich schon seit Jahren an die Wasseroberfläche. Nun feiert sie ihren 15. Geburtstag und darf somit das erste Mal auftauchen und die Welt der Menschen kennenlernen. Prompt verliebt sie sich in einen Prinzen, den sie aus einem sinkenden Schiff rettet. Doch wie soll sie als Nixe mit Fischschwanz und Flossen ihrem Liebsten begegnen? Die kleine Meerjungfrau wendet sich an die Meerhexe, die ihr mit einem Trank Beine und Füße zaubert. Doch dafür muss sie der bösen Zauberin ihre Stimme opfern. Der Weg zum Prinzen ist somit frei, doch kann es eine glückliche Liebe werden?
Der dänische Autor Hans Christian Andersen (1805–1875) war zeit seines Lebens nie verheiratet. Allerdings hegte er eine geheime Liebe zu seinem langjährigen Freund Edvard Collin, die jedoch nie erwidert wurde. Als Edvard 1837 heiratete, zog sich Andersen zurück, um seine Kleine Meerjungfrau zu schreiben. Die Liebe seinem Traumprinzen zu gestehen, ist der Meerjungfrau im Märchen genauso unmöglich wie Andersen in der Realität.
Sie ist das Wahrzeichen der dänischen Hauptstadt Kopenhagen: Die 125 cm große Bronzefigur der kleinen Meerjungfrau an der Uferpromenade Langelinie. Tagtäglich schlendern tausende Touristen an ihr vorbei. Sicherlich hat auch der Walt-Disney-Zeichentrickfilm Arielle von 1989 zur Beliebtheit dieses Märchens beigetragen und die kleine Meerjungfrau unsterblich gemacht, wobei der Film in einigen Handlungselementen von dem Original-Märchen erheblich abweicht.

### Der Räuber Kneißl
Das Schauspiel von Wolfgang Maria Bauer wird im Juni 2025 im Rahmen der Burgenfestspiele Niederbayern am Landestheater Niederbayern uraufgeführt.
Mathias Kneißl (1875 – 1902) wuchs schon als Kind in das Kriminellen-Milieu hinein. Seine Eltern betrieben nämlich ein Gasthaus, in dem Räuber mit Gestohlenem oder Gewildertem handelten. Bereits mit 17 Jahren ging er mit seinen Brüdern auf Raubzüge und landete dafür für fünf Jahre im Zuchthaus. Auch nach seiner Entlassung aus dem Gefängnis ließ Kneißl nicht von Raub, Einbruch und Diebstahl ab. Bei einem Festnahmeversuch kam es zu einem Schusswechsel, bei dem zwei Gendarmen so schwer verletzt wurden, dass sie später starben. Es folgte eine aufsehenerregende Flucht, bei der ein Großaufgebot der Polizei den Räuber und Mörder mehrere Monate vergebens suchte. Erst im März 1901 konnten 150 Mann sein Versteck in Geisenhofen bei Aufkirchen erstürmen. Kneißl überlebte schwer verletzt, wurde jedoch am 21. Februar 1902 hingerichtet.
Bereits zu Lebzeiten wurde Mathias Kneißl als eine Art „bayerischer Robin Hood“ betrachtet. Große Teile der Bevölkerung begegneten ihm mit Respekt, da er sich gegen Willkür, Not und Unterdrückung wehrte. Gerade sein Aufbegehren gegen die Obrigkeit und Staatsmacht brachte ihm Zustimmung und machte ihn zu einem Volkshelden, der angeblich die Beute seiner Raubzüge mit den Armen teilte. Ob Wahrheit oder Mythos, die Verklärung des Räubers Mathias Kneißl, der das Königreich Bayern ein Jahr lang an der Nase herumführte, setzte bereits früh ein. Die vielen Legenden und Lieder machten ihn zu Bayerns „beliebtestem“ Mörder.
Zur Bekanntheit des Räubers Mathias Kneißl haben nicht nur zahlreiche Bücher, Lieder und Theaterstücke beigetragen. Auch eine ganze Reihe von Verfilmungen hielten das Andenken an ihn lebendig, darunter Der Räuber Mathias Kneißl von 1970 unter der Regie von Reinhard Hauff, in der Hans Brenner die Titelrolle spielte und Martin Sperr das Drehbuch verfasste. Marcus H. Rosenmüllers Verfilmung von 2008 mit bekannten Schauspielgrößen wie Maximilian Brückner, Brigitte Hobmeier, Maria Furtwängler und Sigi Zimmerschied machte den Stoff auch 100 Jahre nach dem Tod des Räubers wieder populär.

## Spielstätten

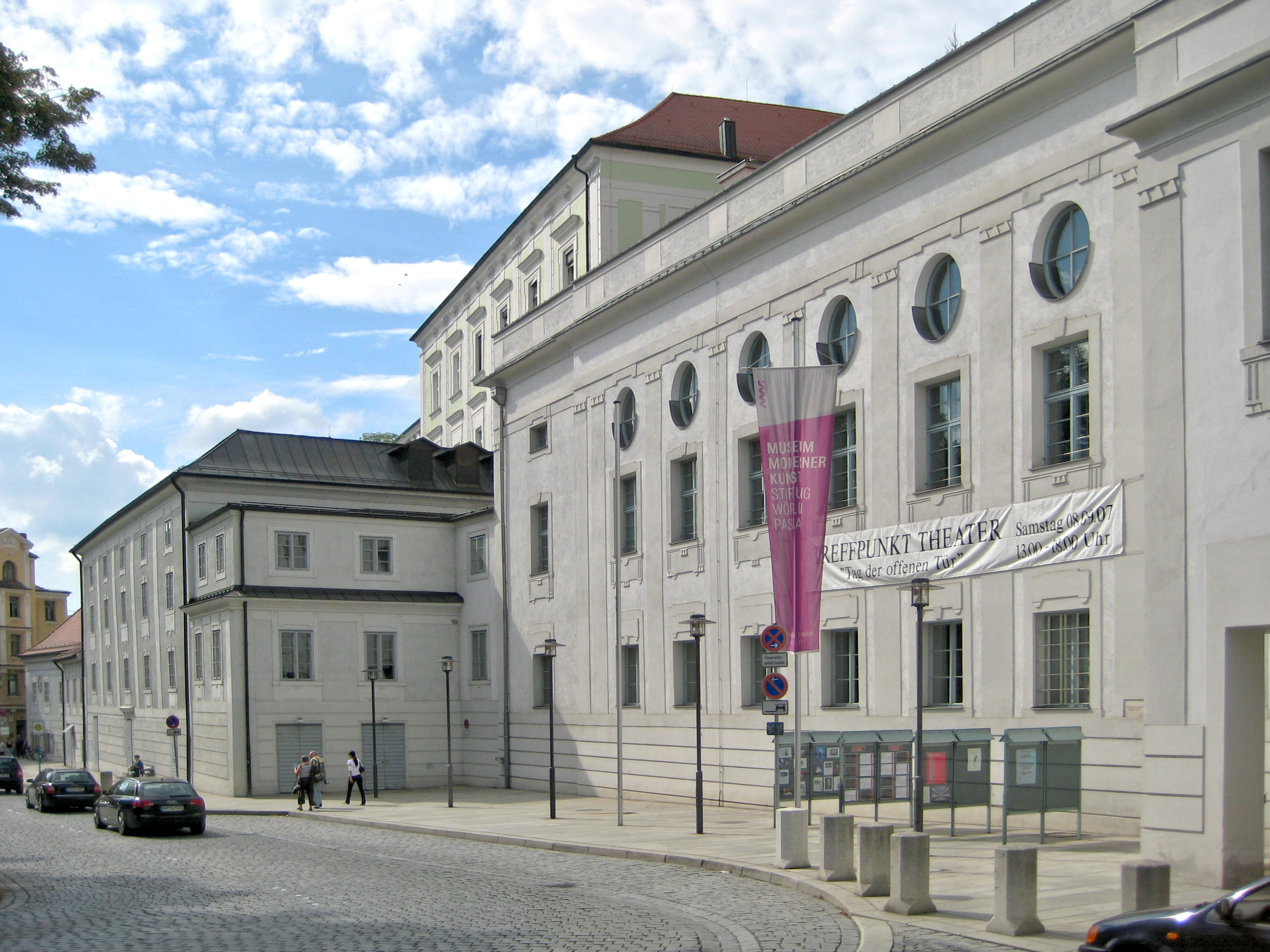
Stadttheater Passau

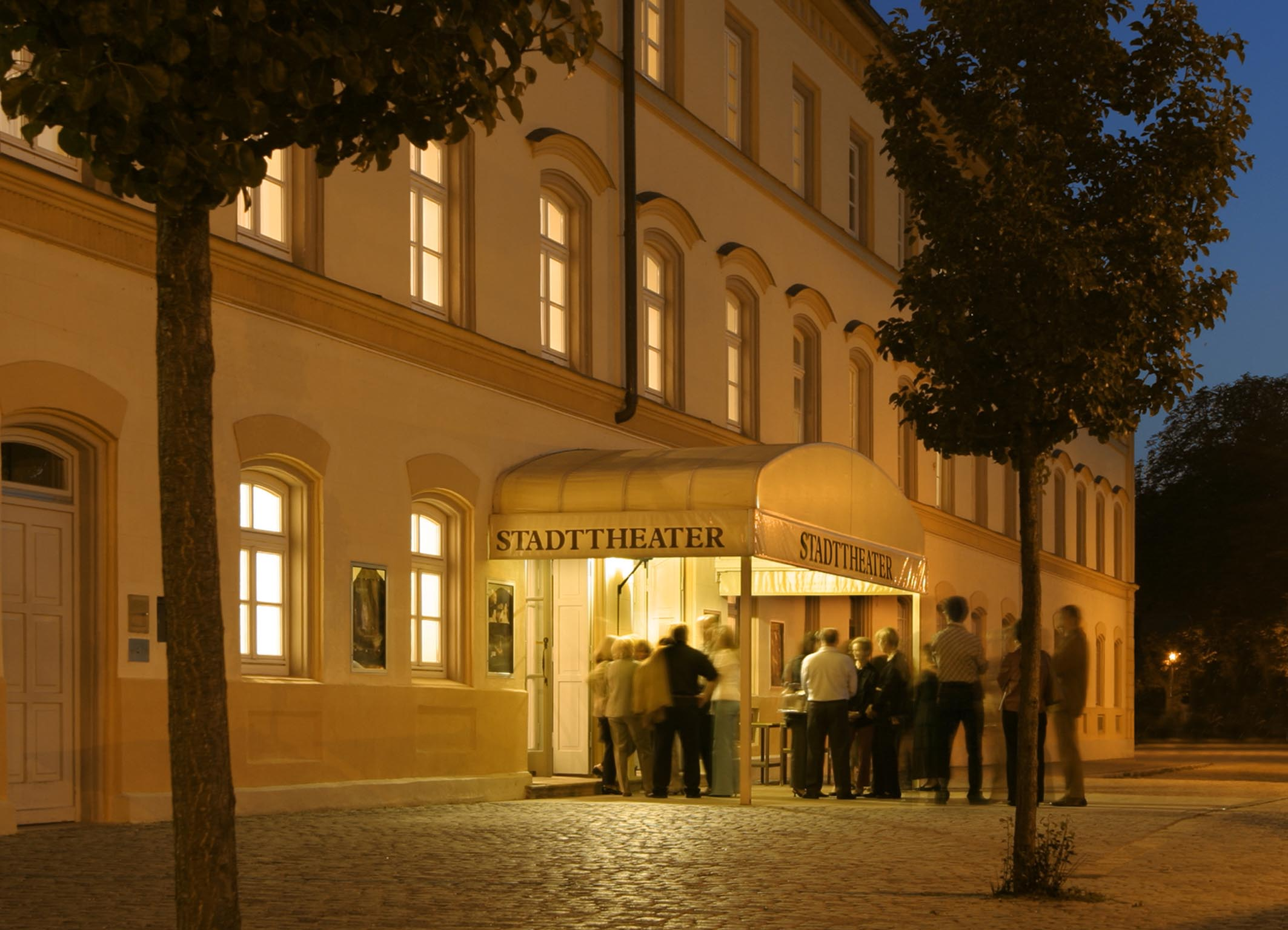
Stadttheater Landshut; alte Spielstätte bis 2014, umgebaut

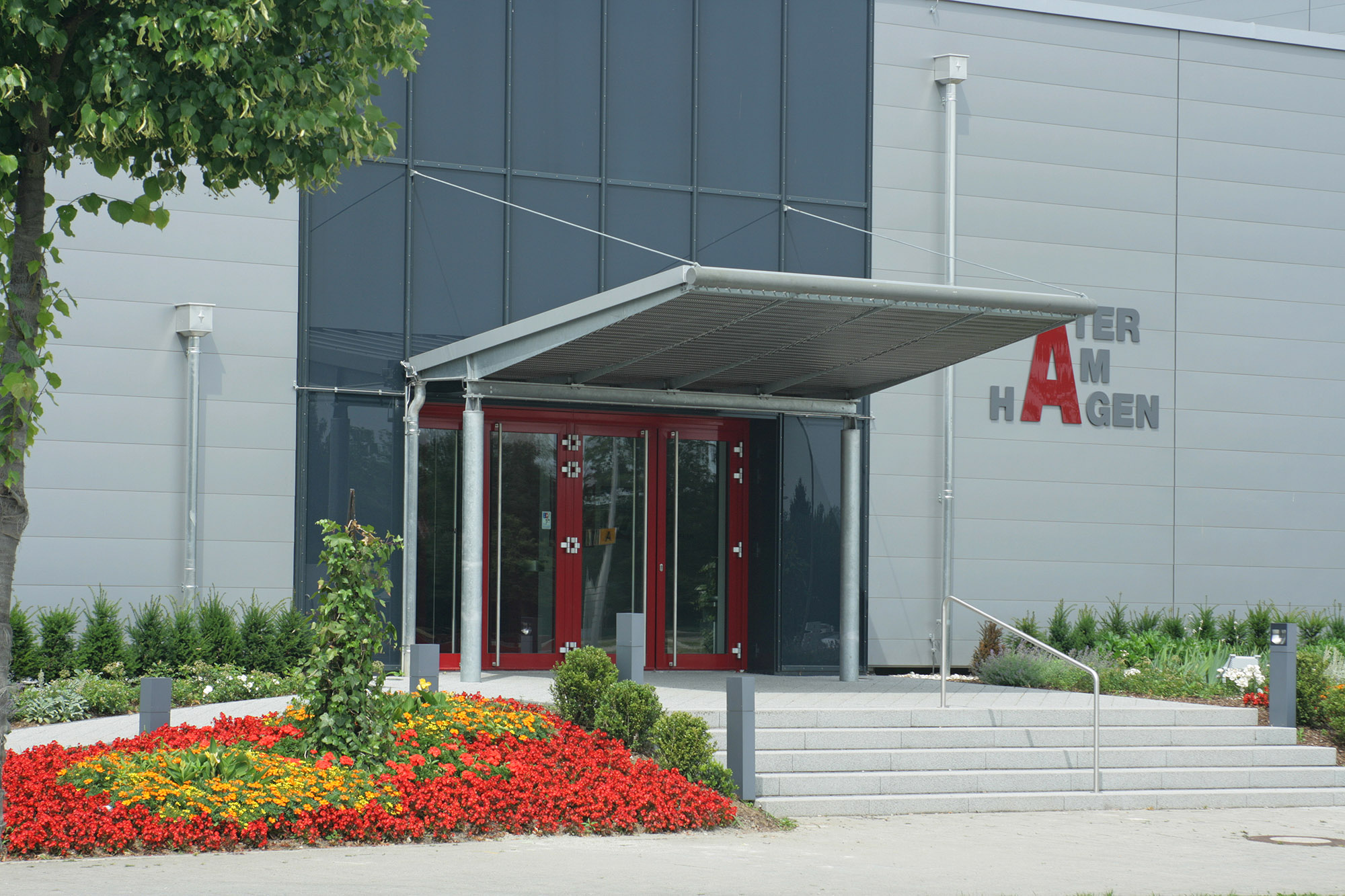
Theater am Hagen, Straubing

Das Landestheater Niederbayern verfügt über zehn Spielstätten. Die Hauptspielstätte in Landshut ist seit 2014 das Theaterzelt im Messepark in der Niedermayerstraße, da das Stadttheater im Bernlochner umgebaut wurde. Das Zelt fasst 441 Plätze. Dazu kommen mehrere Aufführungsorte für kleine Studio-Produktionen, wie das KOENIGmuseum, der Salzstadel und die Alte Kaserne. Der Prantlgarten vor dem KOENIGmuseum wird für die Burgenfestspiele Niederbayern genutzt. In Passau finden die meisten Vorstellungen im Fürstbischöflichen Opernhaus mit 351 Sitzplätzen statt. Weitere Spielstätten in Passau sind im Rahmen der Burgenfestspiele Niederbayern die Veste Oberhaus sowie für ausgewählte Produktionen die Dreiländerhalle. In Straubing spielt das Landestheater Niederbayern im 2002 generalsanierten Theater am Hagen, Studio-Produktionen finden im Alten Schlachthof statt.

## Intendanten
- bis 1950 Edgar Klitsch (Stadttheater Landshut)
- 1952–1961 Erik Wildhagen
- 1961–1967 Willy Meyer-Fürst
- 1967–1970 Ludwig Bender
- 1970–1996 Klaus Schlette
- 1996–2002 Johannes Reitmeier
- seit 2002 Stefan Tilch